# Matfors landskommun
Matfors landskommun var en tidigare kommun i Västernorrlands län.

## Administrativ historik
Kommunen bildades den 1 januari 1963 genom sammanslagning av kommunerna Attmar och Tuna och fick sitt namn efter tätorten Matfors.
1 januari 1968 överfördes från Matfors landskommun och Tuna församling ett område med 9 invånare och omfattande en areal av 0,37 km², varav allt land, till Sundsvalls stad och Selångers församling.
I samband med kommunreformen 1971 infördes enhetlig kommuntyp och kommunens namn blev Matfors kommun.
Matfors kommun förenades sedan den 1 januari 1974 med Sundsvalls kommun.
Kommunkoden var 2206 (övertagen från Tuna).

### Kyrklig tillhörighet
I kyrkligt hänseende tillhörde kommunen Attmars församling och Tuna församling. Dessa två församlingar gick samman 2016 att bilda Tuna-Attmars församling.

## Politik

### Mandatfördelning i valen 1962-1970
| 2 | 16 | 7 | 4 |  |

| 26 |

| 3 | 13 | 8 | 4 |  |  |

| 23 | 7 |

| 2 | 14 | 10 | 3 |  |

| 24 | 6 |